# Jade Carey
Jade Ashtyn Carey (Phoenix, 27 de maig de 2000) és una gimnasta artística nord-americana que va representar els Estats Units als Jocs Olímpics d'Estiu de 2020 a Tòquio. Ella és la campiona olímpica del 2020 a l'exercici de terra. Va ser membre dels equips que van guanyar l'or al Campionat del Món de 2019 i al Campionat Panamericà de 2018. Individualment al salt, és la medallista de plata mundial de 2017 i 2019, la campiona panamericana de 2018 i la campiona nacional dels Estats Units de 2017. A l'exercici de terra, és la medalla de plata mundial 2017 i la campiona panamericana 2018. Ha estat membre cinc vegades de l'equip nacional femení de gimnàstica dels Estats Units (2017-present).

## Carrera en la gimnàstica

### Nivell 10
El 2016, Carey va competir als Jocs Olímpics nacionals juvenils on va completar amb èxit un Kasamatsu complet en el salt, després del qual es va anomenar The Carey al codi de punts J.O. Carey va ser convidada al seu primer campament d'equip nacional d'elit a finals de 2016.

### Elit sènior

#### 2017
Carey va començar el 2017 com a gimnasta de nivell 10, que està per sota del nivell d'elit a la gimnàstica dels EUA. Va ser convidada a The Ranch pel coordinador de l'equip nacional Valeri Liukin durant l'inici de l'any on es va classificar per a l'estatus d'elit.
Carey va fer el seu debut d'elit al American Classic a Karolyi Ranch el 7 de juliol de 2017. Només va competir a salt, terra i barra d'equilibri, però es va col·locar primera en cadascun d'aquests esdeveniments. Més tard aquell mes, va competir al Clàssic dels Estats Units del 2017 i una vegada més només va competir a salt, terra i barra d'equilibri. Es va col·locar primera al salt, on va competir amb un Amanar i un Tsukahara de doble torsió, primera a terra, incloent un doble gir de torsió completa (Txusovítina) i un doble gir de doble torsió (Silivas) a la seva rutina, i quarta en barra d'equilibri. L'agost, Carey va participar al Campionat Nacional de Gimnàstica dels Estats Units de 2017 on va guanyar l'or al salt i la plata a l'exercici de terra, darrere de Ragan Smith. Va ser nomenada per a la selecció nacional per primera vegada.
Al setembre, Carey va ser seleccionada per representar els Estats Units al Campionat Mundial de Gimnàstica Artística del 2017 a Mont-real al costat de Ragan Smith, Morgan Hurd i Ashton Locklear. El primer dia de competició, Carey va competir només a terra i salt. Amb unes actuacions netes en tots dos, es va classificar tercera per a la final d'exercicis de terra (14.100), darrere de Smith i Mai Murakami del Japó, i segona per a la final de salt, darrere de la campiona del món vigent Maria Paseka de Rússia.
Durant les finals d'aparells, Carey va guanyar la medalla de plata tant al salt com a l'exercici de terra, acabant una vegada més darrere de Paseka i Murakami respectivament.

#### 2018
Carey va competir a l'American Classic a principis de juliol a Salt Lake City, Utah. Va competir amb la seva primera rutina d'elit amb barres asimètriques a més de la seva rutina en barra d'equilibri i es va col·locar 10è a cada aparell. El 28 de juliol, Carey va fer el seu debut d'elit a la Clàssica dels Estats Units del 2018. Va col·locar-se primera al salt, on va debutar amb un López com el seu nou segon salt, i segona a terra darrere de Simone Biles, on va estrenar un Moors (disposició doble de doble torsió) com la seva sèrie d'obertura. No obstant això, només es va situar en 10a posició general a causa d'una caiguda a les barres asimètriques i un error important en el seu desmuntatge de la barra d'equilibri.
L'agost, Carey va competir al Campionat Nacional on es va situar sisena en el conjunt, obtenint un lloc automàtic a l'equip nacional. També va acabar tercera al salt per darrere de Biles i Jordan Chiles, segona a l'exercici de terra darrere de Biles, 15a en barres asimètriques i 9a a la barra d'equilibri. El 20 d'agost Carey va ser nomenada a l'equip per competir als Campionat Panamericà al costat de Grace McCallum, Trinity Thomas, Kara Eaker i Shilese Jones. Allà va guanyar l'or a la final per equips i als exercicis de salt i terra.
A l'octubre, es va publicar la llista d'equips nominatius per al Campionat del Món de 2018 a Doha, Qatar. Carey va estar notablement absent malgrat les seves bones actuacions a les dues competicions anteriors. USAG va revelar més tard que Carey havia declinat la seva invitació al camp de classificació del món i que seguiria la classificació per als Jocs Olímpics de 2020 "com a individual a través de la sèrie de la Copa del Món d'aparells, la qual cosa li impediria competir a l'equip mundial de 2018". Com que l'equip nord-americà va guanyar més tard la medalla d'or als campionats i, per tant, es va classificar per als Jocs Olímpics, no hauria estat elegible per classificar un lloc nominatiu a la sèrie de la Copa del Món si hagués competit a Doha.
Al novembre, USAG va anunciar que Carey competiria a la Copa del Món de Cottbus. Es va classificar segona a la final de salt darrere de la brasilera Rebeca Andrade i primera a la final de l'exercici de terra. Durant les finals d'aparells, Carey va guanyar la plata al salt, una vegada més darrere d'Andrade, va quedar cinquena a l'exercici de terra després de sortir dels límits tres vegades.

#### 2019
Al febrer, USA Gymnastics va anunciar que Carey competiria a la Copa del Món de Bakú i Doha al març. A Bakú, Carey es va classificar en primer lloc a la final de salt després d'actualitzar el seu López (valor inicial 5,2) a Cheng (valor inicial 6,0) i es va classificar segona a la final de l'exercici de terra darrere de Lara Mori d'Itàlia després de sortir dels límits i realitzant una rutina diluïda. Va rebre el Trofeu AGF per tenir la puntuació d'execució combinada més alta a la ronda de classificació. Carey va guanyar la medalla d'or a la final de salt i va ser l'única gimnasta que va obtenir puntuacions d'execució per sobre de nou en els seus dos salts. L'endemà, va competir a la final d'exercicis de terra amb més dificultat i va guanyar la medalla d'or per davant de Mori i la triple olímpica Vanessa Ferrari. A la Copa del Món de Doha, Carey es va classificar per a la final de salt en segon lloc darrere de Maria Paseka i primera a la final d'exercicis de terra, 0,8 punts per davant de les segones classificades Marine Boyer de França i Kim Bui d'Alemanya. A la final de salt, Carey va guanyar la medalla d'or, derrotant a Paseka per 0,117 punts. Una vegada més, va ser l'única competidora que va obtenir una puntuació d'execució superior a 9 als dos salts. A la final de l'exercici de terra, Carey va tornar a guanyar la medalla d'or per davant de Mori i Ferrari, derrotant-les per més d'un punt.
Al GK US Classic del 2019 al juliol, Carey va ocupar el desè lloc en l'exercici complet. Va guanyar la medalla d'or al salt per davant d'Aleah Finnegan i Shilese Jones i va empatar amb Grace McCallum a la medalla de plata a l'exercici de terra darrere de Simone Biles. Va quedar quinzena en barres asimètriques i va quedar dissetena a la barra d'equilibri empatada amb Alexis Jeffrey.
Al Campionat Nacional dels Estats Units del 2019, Carey va competir en els quatre esdeveniments i va acabar el primer dia de competició en tercera posició en el conjunt per darrere de Biles i Sunisa Lee. En el segon dia de competició, va caure de les barres asimètriques i va acabar setena en l'exercici complet, però va guanyar la plata en els exercicis de salt i terra, acabant darrere de Biles en tots dos. Com a resultat, va ser incorporada a la selecció nacional per tercera vegada.
Al setembre, Carey va competir a les proves del Campionat del Món dels Estats Units on va quedar cinquena en la classificació general darrere de Simone Biles, Sunisa Lee, Kara Eaker i MyKayla Skinner. L'endemà va ser nomenada a l'equip per competir al Campionat del Món de 2019 a Stuttgart al costat de Biles, Lee, Eaker, Skinner i Grace McCallum.
Durant les classificacions, va ajudar els EUA a classificar-se per a la final per equips en el primer lloc amb més de cinc punts per davant del segon classificat, la Xina. Individualment, es va classificar per a la final de salt en primer lloc per davant de Biles i va registrar la segona puntuació més alta d'exercicis de terra, darrere de Biles i empatada amb Lee. Tanmateix, com que Lee va rebre una puntuació d'execució més alta, Carey no es va classificar per a la final de l'exercici de terra a causa de la regla que limitava les finals individuals a dos competidors per país. A la final per equips, Carey va competir en exercicis de salt i terra, rebent les segones puntuacions més altes del dia en cadascun, darrere de Biles, i ajudant els EUA a guanyar la medalla d'or per davant de Rússia i Itàlia. Durant la final de salt, Carey va fer un Cheng i un Amanar, fent un pas fora dels límits sobre aquest últim, obtenint una puntuació mitjana de 14,883 i guanyant la medalla de plata darrere de Biles i per davant d'Ellie Downie de la Gran Bretanya.
Al novembre, Carey va viatjar a Zúric, Suïssa per competir a la Copa Suïssa, una competició per equips única que comptava amb una gimnasta femenina i un gimnasta masculí del mateix país enfrontant-se amb altres equips. Es va associar amb Allan Bower. Junts van acabar en primer lloc, superant l'equip ucraïnès de Diana Varinska i Oleg Verniaiev.

#### 2020
A finals de gener, Carey va figurar en una llista nominativa que es va publicar per a la Copa del Món de Melbourne, prevista per al 20 de febrer. Es va classificar en primera posició tant a la final d'aparells de salt com a l'exercici de terra, 0,833 punts per davant de Shoko Miyata i 0,633 punts per davant de Vanessa Ferrari, respectivament. Durant la final de salt va competir amb el Cheng i el doble gir Yurchenko i va guanyar l'or per davant de la francesa Coline Devillard. L'endemà va guanyar també l'or a l'exercici de terra, tornant a acabar per davant de Ferrari.

#### 2021
Al febrer, Carey va competir a la Copa d'hivern de 2021, on només va competir a salt, barres asimètriques i barra d'equilibri. Va acabar segona en salt darrere de Jordan Chiles, sisena en asimètriques i novena en barra. El mes següent, en un campament de l'equip nacional, Carey va ser nomenada a l'equip nacional per quarta vegada. Al maig, Carey va competir al U.S. Classic només a les barres asimètriques i la barra. Va acabar cinquena i quinzena, respectivament.
Durant l'entrenament del podi per al Campionat Nacional, Carey va estrenar una versió dissenyada del Biles II (triple gir doble salt). Al Campionat Nacional, Carey va acabar sisena en l'exercici complet després de competir amb una rutina rebaixada en dificultat d'exercicis de terra i salt. Va acabar quarta en salt, vuitena en barres asimètriques i exercici de terra, i onzena en barra d'equilibri. Com a resultat, es va incorporar a l'equip nacional i es va classificar per competir a les proves olímpiques. A les proves olímpiques, Carey va competir a l'exercici complet del primer dia de competició i només va competir amb barres asimètriques i barra el segon dia. Dies després d'haver conclòs les proves, Carey va rebre oficialment un lloc olímpic a través de la sèrie de la Copa del Món d'aparells.

##### Jocs Olímpics 2020
Als Jocs Olímpics, Carey va realitzar l'exercici complet durant les qualificacions. Va aconseguir les quatre rutines i es va classificar per a la final de salt en segon lloc darrere de Simone Biles, així com la final de l'exercici de terra en tercer lloc darrere de Vanessa Ferrari i Biles. Tot i que va acabar novena en la classificació general, inicialment no es va classificar per a la final general a causa de les limitacions de dos per país, ja que Biles i Sunisa Lee van quedar davant seu. Tot i això, Biles es va retirar més tard de la final, i Carey, com la següent estatunidenca amb més puntuació, va ocupar el seu lloc. Durant la final, Carey va registrar la segona puntuació més salta en salt (darrere de Rebeca Andrade) i exercici de terra (darrere de Mai Murakami i empatada amb Anguelina Mélnikova); no obstant, va caure de la barra d'equilibri i va acabar vuitena a la general.
A la final de salt, Carey va acabar vuitena. Durant la fase d'execució del seu primer salt, Carey només va realitzar un Yurchenko enganxat, un salt amb una puntuació de dificultat de 3,3. Va continuar realitzant amb èxit el seu segon salt, un Amanar amb una dificultat de 5,8, però se li van restar dos punts per fer dos salts amb la mateixa entrada, acabant amb una puntuació mitjana de 12.416, a més de dos punts de la setena classificada. L'endemà, Carey va guanyar la final de l'exercici de terra amb una puntuació de 14.366, superant la seva puntuació de qualificació de 14.100 i col·locant-se per davant de la italiana Vanessa Ferrari. És la tercera campiona estatunidenca consecutiva a l'aparell, després d'Aly Raisman el 2012 i Simone Biles el 2016.
En tornar a casa a Arizona, l'alcaldessa de Phoenix, Kate Gallego, va proclamar el 17 d'agost com el "Dia de Jade Carey". Dies després es va anunciar que Carey s'uniria a la gira Gold Over America de Simone Biles. El 30 d'agost Carey va fer el primer llançament cerimonial per als Arizona Diamondbacks.

#### 2022
Carey va fer el seu retorn d'elit al Campionats Nacionals a l'agost. Va col·locar-se cinquena en l'exercici complet, primera al salt, segona a l'exercici de terra darrere de Shilese Jones, setena a la barra d'equilibri i novena a les barres asimètriques. Va ser nomenada a la selecció nacional per sisena vegada. A més, va ser nomenada atleta de l'any d'USA Gymnastics. Al setembre, Carey va competir a la Copa Mundial de París; només va competir en salt i barra d'equilibri. Es va classificar per a la final de salt primera i la final de la barra d'equilibri en segon lloc darrere de la seva companya d'equip Shilese Jones. Durant les finals d'aparells va guanyar l'or al salt i la plata a la barra d'equilibri darrere Marine Boyer de França.
A l'octubre Carey va ser seleccionada per competir al Campionat del Món de 2022 al costat de Skye Blakely, Jordan Chiles, Shilese Jones i Leanne Wong. Durant la ronda de classificació, Carey va ajudar els EUA a classificar-se per a la final per equips en primer lloc. Individualment es va classificar per a les finals de l'exercici complet, salt i terra. Durant la final per equips, Carey va aportar puntuacions al salt, la barra d'equilibri i l'exercici de terra per aconseguir la medalla d'or dels EUA. A més, va obtenir la segona puntuació més alta dels exercicis de salt i terra de la competició per darrere de Rebeca Andrade i Jessica Gadirova, respectivament. During the all-around final Carey place sixth after a tentative balance beam routine. El primer dia de la final d'aparells, Carey va guanyar l'or al salt, guanyant el seu primer títol mundial individual. L'últim dia de competició va guanyar el bronze a l'exercici de terra, empatada amb Andrade i darrere de Gadirova i Chiles. Amb vuit medalles mundials i olímpiques, Carey es va convertir en la sisena gimnasta artística americana amb més medalles de tots els temps.

### 2023
Al setembre, Carey va ser seleccionada per competir a la Copa Suïssa, que va tenir lloc a principis de novembre. Durant la competició va formar equip amb Yul Moldauer. Junts van quedar primers, guanyant cadascun la seva segona Copa Suïssa.

### 2024
Carey va començar la temporada competint a l'American Classic on va acabar primera en la classificació general. A continuació, va competir al Clàssic dels Estats Units on va quedar quarta en la classificació general darrere de Simone Biles, Shilese Jones i Jordan Chiles; va guanyar l'or al salt. Al Campionat Nacional Carey va acabar setena a l'exercici complet i tercera al salt. Com a resultat es va classificar per participar als Olympic trials.
Als Olympic trials Carey va acabar quarta en l'exercici complet, primera en salt, vuitena en barres asimètriques, sisena en barra d'equilibri i segona en l'exercici de terra. Com a resultat, va ser seleccionada per representar els Estats Units als Jocs Olímpics d'estiu de 2024 al costat de Biles, Chiles, Sunisa Lee i Hezly Rivera.

### Col·legiada
Carey es va comprometre verbalment a competir en gimnàstica de la NCAA a la Universitat Estatal d'Oregon, a partir del curs escolar 2018-19. Va signar oficialment amb els Oregon State Beavers el 9 de novembre de 2017. Va ajornar la inscripció fins després dels Jocs Olímpics de 2020, a partir del curs escolar 2020-21. Tanmateix, a causa de l'ajornament dels Jocs Olímpics, Carey es va matricular a les classes per al curs escolar 2020–21, però va ajornar la competició pels Beavers fins després dels Jocs Olímpics de 2021.

#### Temporada 2021-2022
Carey va fer el seu esperat debut a la NCAA el 15 de gener de 2022, 1528 dies després de signar la seva carta d'intencions nacional amb la Universitat Estatal d'Oregon. En el tri-meet contra Washington i San Jose State, Carey va competir en els quatre aparells obtenint un 9,95 a les barres desiguals i un 9,90 als altres tres aparells, amb un total de 39,650. Va guanyar els títols al concurs complet, salt, barres asimètriques i terra i va guanyar el títol de la barra d'equilibri empatada amb la seva companya d'equip Jenna Domingo i Skylar Killough-Wilhelm de Washington. A més, Carey va competir en diverses habilitats d'elit, com ara el Yurchenko de doble gir al salt, el Bhardwaj a les barres asimètriques i el doble salt de doble torsió (Silivas) a l'exercici de terra.
A causa del nou canvi de regles NIL per als atletes de la NCAA l'estiu del 2021, Carey va poder beneficiar-se del seu nom, imatge i aspecte. Més tard es va informar que Carey havia tingut la major oferta de tots els atletes de les universitats d'Oregon.
El 23 de gener, a la segona trobada de la temporada contra UCLA i UC Davis, Carey va obtenir 9.975 en exercici de barra d'equilibri i terra, 9.950 en barres asimètriques i 9.90 en salt, amb un total de 39.800 en el concurs complet. Va guanyar els cinc títols disputats. A més, la puntuació general de Carey va superar el rècord general anterior de la gimnàstica estatal d'Oregon de 39,750, establert per Chari Knight el 1993. Com a resultat, Carey va ser nomenada gimnasta de la setmana Pac-12 i debutant de la setmana. En la seva tercera trobada universitària i la seva primera trobada fora de casa, Carey va tornar a guanyar la prova general amb una puntuació de 39,775, la segona puntuació més alta del programa de l'estat d'Oregon. També va guanyar els títols de salt (9,95), barres asimètriques (9,95) i exercici de terra (9,95) i va guanyar el títol de barra d'equilibri (9,925) empatada amb la californiana Emi Watterson. Posteriorment, Carey va ser nomenat debutant de la setmana per segona vegada. El 5 de febrer, en una trobada contra l'estat d'Arizona, Carey va aconseguir el seu primer deu perfecte de la seva carrera a les barres asimètriques. La seva puntuació total de 39,825 va superar el rècord del programa de l'estat d'Oregon que havia establert dues setmanes abans. A més, va guanyar els cinc títols disputats i va ser nomenada gimnasta de la setmana Pac-12 per segona vegada. El 13 de febrer, Carey va guanyar el seu segon 10 perfecte de carrera i el primer a l'exercici a terra; una vegada més va ser nomenada gimnasta Pac-12 i debutant de la setmana.
Carey va ser nomenada gimnasta Pac-12 de l'any i gimnasta de primer any de l'any. Als Campionats Pac-12, Carey va portar a Oregon State a un tercer lloc. Individualment, va guanyar el títol de l'exercici complet i de l'exercici de terra juntament amb la seva companya d'equip olímpic Grace McCallum. Va quedar segona en els tres aparells restants. A la semifinal regional de la NCAA a Seattle, Carey va obtenir una puntuació total de 39.850, superant el seu rècord anterior. Tot i que l'estat d'Oregon va ser eliminat després d'haver acabat tercer darrere d'Utah i Stanford, Carey va guanyar una plaça individual per competir al proper Campionat NCAA.
A principis d'abril, Carey va anunciar la seva decisió de continuar fent gimnàstica d'elit mentre competia en gimnàstica de la NCAA. Al campionat de la NCAA, Carey va rotar amb les Oklahoma Sooners a la primera semifinal. Va obtenir una puntuació general de 39,650, la més alta a la primera semifinal però la quarta més alta a la general. La seva puntuació de 9.950 a les barres asimètriques va ser la segona més alta darrere de Trinity Thomas.

### Temporada 2022–2023
Carey va fer el seu debut a la temporada 2023 al Super 16 Invitational el 6 de gener. La setmana següent va competir al Wasatch Classic on va obtenir dos 10 perfectes en els exercicis de salt i terra. Com a resultat, va ser nomenada gimnasta Pac-12 de la Setmana. La setmana següent, en una reunió a quatre contra Denver, Brown i Sacramento State, Carey va obtenir una puntuació total de 39,825 per ajudar a Oregon State a guanyar la trobada. En una trobada el 4 de març a la Universitat Estatal d'Arizona, Carey va obtenir el seu primer deu perfecte en barra d'equilibri. En fer-ho, es va convertir en la tretzena gimnasta a completar un "gym slam", l'assoliment d'aconseguir un 10.0 perfecte a cada aparell.
Als Campionats Pac-12, Carey va obtenir una puntuació general de 39,750 per guanyar la competició general per segon any consecutiu. A més, va guanyar els títols d'exercicis de barra d'equilibri i terra juntament amb Mya Luazon i Jordan Chiles respectivament. A més, Carey va ser nomenada gimnasta Pac-12 de l'any per segona vegada.
Carey es va classificar per competir al Campionat NCAA com a individual en barra d'equilibri. Va obtenir 9,9625 a l'aparell i va acabar com a co-subcampiona de l'esdeveniment, empatada amb Cristal Isa, darrere de Maile O'Keefe.

### Temporada 2023–2024
Després de concloure la temporada de 2023, Carey va anunciar que romandria a l'estat d'Oregon mentre també perseguia formar part de l'equip Olímpic de 2024. Mentre que havia competit en els quatre esdeveniments a gairebé totes les reunions de les seves dues primeres temporades, Carey va expressar que competiria de forma més limitada a la temporada 2024. A la primera trobada de la temporada, l'esdeveniment Mean Girls Super 16 a Las Vegas, Carey va competir només amb barres asimètriques i barra d'equilibri, obtenint un 9,975 i un 9,90 respectivament. Va ser nomenada especialista de la setmana a la Pac 12.
Als Campionats Pac-12, Carey va competir en l'exercici complet i va ajudar els Beavers a acabar cinquens. Va aconseguir el seu primer 10 perfecte de la temporada a l'exercici a terra per guanyar el títol. A més, va guanyar el títol de barres asimètriques al costat de Selena Harris de la UCLA i va ser la subcampiona general al costat de Grace McCallum i darrere de Harris.

## Vida personal
Carey va néixer i es va criar a Phoenix. Els seus pares, Brian Carey i Danielle Mitchell-Greenberg, es van divorciar quan ella era jove. Carey va començar a prendre classes de gimnàstica el 2002. Va assistir a Mountain Ridge High School a Glendale, Arizona, i es va graduar el 2018.

## Història competitiva

### Nivell 10
| Any  | Esdeveniment            | Equip | EC | Salt | BA | BE | Terra |
| ---- | ----------------------- | ----- | -- | ---- | -- | -- | ----- |
| 2016 | Campionats Nacionals JO |       | 3  | 1    | 6  | 8  | 4     |

### Elit sènior
| Any           | Esdeveniment                | Equip | EC | Salt | BA | BE | Terra |
| ------------- | --------------------------- | ----- | -- | ---- | -- | -- | ----- |
| 2017          | American Classic            |       |    | 1    |    | 1  | 1     |
| 2017          | U.S. Classic                |       |    | 1    |    | 4  | 1     |
| 2017          | Campionat Nacional P&amp;G  |       |    | 1    |    | 11 | 2     |
| 2017          | Campionat del Món           | N/D   |    | 2    |    |    | 2     |
| 2018          | American Classic            |       |    |      | 10 | 10 |       |
| 2018          | U.S. Classic                |       | 10 | 1    | 20 | 13 | 2     |
| 2018          | Campionat Nacional          |       | 6  | 3    | 15 | 9  | 2     |
| 2018          | Campionat Panamericà        | 1     |    | 1    |    |    | 1     |
| 2018          | Cottbus World Cup           |       |    | 2    |    |    | 5     |
| 2019          | Baku World Cup              |       |    | 1    |    |    | 1     |
| 2019          | Doha World Cup              |       |    | 1    |    |    | 1     |
| 2019          | U.S. Classic                |       | 10 | 1    | 15 | 17 | 2     |
| 2019          | Campionat Nacional          |       | 7  | 2    | 12 | 13 | 2     |
| 2019          | Worlds Team Selection Camp  |       | 5  | 2    | 9  | 9  | 4     |
| 2019          | Campionat del Món           | 1     |    | 2    |    |    |       |
| 2019          | Copa Suïssa                 | 1     |    |      |    |    |       |
| 2020          | Melbourne World Cup         |       |    | 1    |    |    | 1     |
| 2021          | Winter Cup                  |       |    | 2    | 6  | 9  |       |
| 2021          | U.S. Classic                |       |    |      | 5  | 15 |       |
| 2021          | Campionat Nacional          |       | 6  | 4    | 8  | 11 | 8     |
| 2021          | Olympic Trials              |       |    |      | 16 | 11 |       |
| 2021          | Jocs Olímpics               |       | 8  | 8    |    |    | 1     |
| NCAA i Senior |                             |       |    |      |    |    |       |
| 2022          | Campionat PAC-12            | 3     | 1  | 2    | 2  | 2  | 1     |
| 2022          | Campionat NCAA              |       | 4  | 10   | 2  | 15 | 15    |
| 2022          | U.S. National Championships |       | 5  | 1    | 9  | 7  | 2     |
| 2022          | Paris Challenge Cup         |       |    | 1    |    | 2  |       |
| 2022          | Campionat del Món           | 1     | 6  | 1    |    |    | 3     |
| 2023          | Campionat PAC-12            | 4     | 1  |      |    | 1  | 1     |
| 2023          | Campionat NCAA              |       |    |      |    | 2  |       |
| 2023          | U.S. Classic                |       |    |      |    | 9  |       |
| 2023          | Campionat Nacional          |       | 15 | 3    | 19 | 25 | 11    |
| 2023          | Copa Suïssa                 | 1     |    |      |    |    |       |
| 2024          | Campionat PAC-12            | 5     | 2  |      | 1  |    | 1     |
| 2024          | Campionat NCAA              |       | 2  | 8    |    | 3  | 2     |
| 2024          | American Classic            |       | 1  | 1    | 5  | 2  | 1     |
| 2024          | U.S. Classic                |       | 4  | 1    | 22 | 11 | 5     |
| 2024          | Campionat Nacional          |       | 7  | 3    | 8  | 17 | 4     |
| 2024          | Olympic Trials              |       | 4  | 1    | 8  | 6  | 2     |